# Tsvetanka Jristova
Tsvetanka Jristova (Bulgaria, 14 de marzo de 1962-14 de noviembre de 2008) fue una atleta búlgara, especializada en la prueba de lanzamiento de disco en la que llegó a ser campeona mundial en 1991.

## Carrera deportiva
En el Mundial de Roma 1987 ganó la medalla de bronce en el lanzamiento de disco, llegando hasta los 68,82 metros, quedando en el podio tras las alemanas Martina Hellmann (oro con 71,62 metros que fue récord de los campeonatos) y Diana Gansky, que ganó la plata con 70,12 metros.
Y cuatro años más tarde, en el Mundial de Tokio 1991 ganó la medalla de oro en la misma prueba, por delante de la alemana Ilke Wyludda y la soviética Larisa Mijalchenko.